# Alessandro Peretti de Montalto
Alessadnro Peretti de Montalto, właśc. Alessandro Damasceni (ur. 5 listopada 1571 w Montalto delle Marche, zm. 2 czerwca 1623 w Rzymie) – włoski kardynał. Był synem Fabio Damasceni oraz Marii Felice Mignucci Peretti, siostrzenicy kardynała Felice Peretti de Montalto, który 24 kwietnia 1585 został papieżem Sykstusem V, a kilka lat wcześniej nadał jej dzieciom (w tym Alessandro) swoje nazwisko.

## Życiorys
Alessandro w wieku zaledwie 14 lat, na konsystorzu 13 maja 1585 został mianowany przez Sykstusa V kardynałem diakonem, a Republika Wenecka nadała mu tytuł szlachecki. Był odtąd znany jako "Kardynał Montalto". Część starszych kardynałów protestowała przeciwko jego nominacji, uważając, że jest za młody. Alessandro okazał się jednak człowiekiem zdolnym, spełnił pokładane w nim przez papieża nadzieje i szybko stał się jego głównym współpracownikiem. Od 28 grudnia 1585 do śmierci Sykstusa V (27 sierpnia 1590) sprawował funkcję generalnego superintendenta Stolicy Apostolskiej, czyli faktycznego władcy Państwa Kościelnego i szefa papieskiej dyplomacji, choć z racji młodego wieku do 1587 w obowiązkach pomagało mu kilku starszych kardynałów (Rusticucci, Bonelli i Azzolini). Został też gubernatorem Fermo (1586) i Città della Pieve (1589). Od marca 1589 aż do śmierci kierował pracami Kancelarii Apostolskiej. W latach 1587–1591 stał na czele legacji (prowincji) bolońskiej. Był także kardynałem protektorem benedyktynów z Kongregacji Kasyneńskiej (od 1589) oraz zakonu kapucynów (od 1615).
Po śmierci Sykstusa V uczestniczył w czterech kolejnych konklawe w latach 1590-1592, jako przywódca kardynałów mianowanych przez Sykstusa V (tzw. sykstyńczyków). Wybrany w styczniu 1592 papież Klemens VIII był mu przychylny i w 1592 ponownie powierzył mu legację bolońską (kierował nią do 1605), a w 1596 powołał do Kolegium Kardynalskiego jego krewnego Andreę Baroniego Peretti. W początkowej fazie pontyfikatu Klemensa VIII Alessandro Peretti był jednym z jego głównych doradców (razem z kardynałami Salviatim i Pierbenedettim stał na czele Świętej Konsulty), później jednak został odsunięty na dalszy plan przez papieskiego bratanka Pietro Aldobrandiniego. Na dwóch konklawe w 1605 Alessandro był jednym z liderów frakcji opozycyjnej wobec Aldobrandiniego. Pontyfikat Pawła V (1605–1621) z rodu Borghese przyniósł dalszą marginalizację kardynała Montalto, choć przez cały ten czas zachował on niezwykle dochodowe, dożywotnio nadawane stanowisko wicekanclerza Kościoła. W 1620 przyjął święcenia kapłańskie i został konsekrowany na biskupa Albano. Uczestniczył w konklawe 1621, przewodząc niewielkiej już frakcji swoich zwolenników, nie odegrał jednak większej roli w jego trakcie.
Alessandro Peretti był, podobnie jak wielu innych kardynałów w tym okresie, patronem sztuk. Po 1587 sfinansował ukończenie Villa Lante w Viterbo, z jej bogatymi ogrodami oraz freskami. W latach 1608–1621 z własnych pieniędzy sfinansował dokonaną przez Carlo Madernę przebudowę kościoła S. Andrea della Valle w Rzymie. Na jego dworze (liczącym w 1612 około 170 dworzan) było wielu artystów i ludzi pióra. Słynął także z działalności charytatywnej, a jego przedwczesna śmierć była opłakiwana przez rzymską biedotę. Hojność kardynała dla artystów i biednych spowodowała, że spadek po nim był obciążony sporymi długami, które stały się zaczątkiem finansowych problemów rodu Peretti i jego spadkobierców.

## Kardynał protektor Polski
Król Zygmunt III Waza w liście z 19 września 1589 mianował kardynała Montalto kardynałem protektorem Polski wobec Stolicy Apostolskiej. Funkcję tę sprawował on aż do śmierci.